# ウシ属
ウシ属 (うしぞく、genus Bos)は、ウシ族の中のウシやヤクなどが属する哺乳綱（偶蹄類）の1属である。

## 進化と分類
学名はラテン語 bōs で、牛の意である。現代のウシ属の種は単一の先祖オーロックスから進化したと考えられている。オーロックスは17世紀初期に最後の雌の1頭がポーランドで狩猟されるまで生存していた。ウシ属の起源は約200万年前のインド亜大陸にあると考えられている。祖先として鮮新世の南アジアやヨーロッパで繁栄したレプトボス 属が存在しており、バイソン属とウシ属は共にアジアの南方（中国とインド）が発祥とされる。
本属は Bos、Bibos、Novibos、Poephagus の4亜属に分けられる。ただしこの分割には分類学上の議論がある。5種が現存している。但し家畜化した種を別種として扱えば7種となり、また本属と非常に近縁なバイソン属を含めて考えることもあり、そうすれば9種となる。2021年に発表された現生のウシ族の遺伝上の関連性は以下の通りになる。
|                     | ノヤク（Bos mutus）+ヤク（B. grunniens）                                                                |
|                     | |
| バイソン属（Bison） | \| \| アメリカバイソン（Bison bison） \| \| \| \| \| \| ヨーロッパバイソン（Bison bonasus） \| \| \| \| |
|                     | \| \| アメリカバイソン（Bison bison） \| \| \| \| \| \| ヨーロッパバイソン（Bison bonasus） \| \| \| \| |
|                     | アメリカバイソン（Bison bison）                                                                         |
|                     | |
|                     | ヨーロッパバイソン（Bison bonasus）                                                                     |
|                     | |

|  | アメリカバイソン（Bison bison）     |
|  |                                     |
|  | ヨーロッパバイソン（Bison bonasus） |
|  |                                     |

|  | バンテン（Bos javanicus）+バリ牛（B. domesticus） |
|  |                                                   |
|  | ガウル（Bos gaurus）+ガヤル（B. frontalis）       |
|  |                                                   |
|  | コープレイ（Bos sauveli）                         |
|  |                                                   |

|                     | ノヤク（Bos mutus）+ヤク（B. grunniens）                                                                |
|                     | |
| バイソン属（Bison） | \| \| アメリカバイソン（Bison bison） \| \| \| \| \| \| ヨーロッパバイソン（Bison bonasus） \| \| \| \| |
|                     | \| \| アメリカバイソン（Bison bison） \| \| \| \| \| \| ヨーロッパバイソン（Bison bonasus） \| \| \| \| |
|                     | アメリカバイソン（Bison bison）                                                                         |
|                     | |
|                     | ヨーロッパバイソン（Bison bonasus）                                                                     |
|                     | |

|  | アメリカバイソン（Bison bison）     |
|  |                                     |
|  | ヨーロッパバイソン（Bison bonasus） |
|  |                                     |

|  | バンテン（Bos javanicus）+バリ牛（B. domesticus） |
|  |                                                   |
|  | ガウル（Bos gaurus）+ガヤル（B. frontalis）       |
|  |                                                   |
|  | コープレイ（Bos sauveli）                         |
|  |                                                   |

|                     | ノヤク（Bos mutus）+ヤク（B. grunniens）                                                                |
|                     | |
| バイソン属（Bison） | \| \| アメリカバイソン（Bison bison） \| \| \| \| \| \| ヨーロッパバイソン（Bison bonasus） \| \| \| \| |
|                     | \| \| アメリカバイソン（Bison bison） \| \| \| \| \| \| ヨーロッパバイソン（Bison bonasus） \| \| \| \| |
|                     | アメリカバイソン（Bison bison）                                                                         |
|                     | |
|                     | ヨーロッパバイソン（Bison bonasus）                                                                     |
|                     | |

|  | アメリカバイソン（Bison bison）     |
|  |                                     |
|  | ヨーロッパバイソン（Bison bonasus） |
|  |                                     |

|  | バンテン（Bos javanicus）+バリ牛（B. domesticus） |
|  |                                                   |
|  | ガウル（Bos gaurus）+ガヤル（B. frontalis）       |
|  |                                                   |
|  | コープレイ（Bos sauveli）                         |
|  |                                                   |

|                     | ノヤク（Bos mutus）+ヤク（B. grunniens）                                                                |
|                     | |
| バイソン属（Bison） | \| \| アメリカバイソン（Bison bison） \| \| \| \| \| \| ヨーロッパバイソン（Bison bonasus） \| \| \| \| |
|                     | \| \| アメリカバイソン（Bison bison） \| \| \| \| \| \| ヨーロッパバイソン（Bison bonasus） \| \| \| \| |
|                     | アメリカバイソン（Bison bison）                                                                         |
|                     | |
|                     | ヨーロッパバイソン（Bison bonasus）                                                                     |
|                     | |

|  | アメリカバイソン（Bison bison）     |
|  |                                     |
|  | ヨーロッパバイソン（Bison bonasus） |
|  |                                     |

|  | バンテン（Bos javanicus）+バリ牛（B. domesticus） |
|  |                                                   |
|  | ガウル（Bos gaurus）+ガヤル（B. frontalis）       |
|  |                                                   |
|  | コープレイ（Bos sauveli）                         |
|  |                                                   |

### 所属種
- Bos亜属
  - Bos primigenius (syn.Bos taurus) オーロックス（ウシ含む）
    - † Bos primigenius primigenius (syn.Bos taurus primigenius) 基亜種オーロックス
    - † Bos primigenius mauretanicus African Aurochs
    - † Bos primigenius namadicus Indian Aurochs
    - Bos primigenius taurus (syn.Bos taurus)  ウシ taurine cattle（家畜化）
    - Bos taurus indicus (syn.Bos indicus) コブウシ（家畜化）

  - † Bos aegyptiacus (Egyptian cattle; 名称はITISに認められていない)
  - † Bos acutifrons
  - † Bos planifrons
- Bibos亜属
  - Bos gaurus ガウル（インドヤギュウ）
  - Bos frontalis ガヤル（英語版）（上種 Bos gaurus の家畜種）
  - Bos javanicus バンテン
  - † Bos palaesondaicus (Pleistocene Banteng; 更新世のバンテン)
- Novibos亜属
  - Bos sauveli コープレイ
- Poephagus亜属
  - Bos mutus ノヤク（英語版）
  - Bos grunniens ヤク（上種 Bos mutus の家畜種）

2003年、動物命名法国際審議会 (ICZN) が野生種と家畜種の両方を含むウシ属の種の命名に関する長年の論争を解決した(Opinion 2027)。ICZNは、家畜種に基づく学名と同時期もしくは先取された、野生種に基づく17の学名の使用を保存した（オーロックスは Bos primigenius、ガウルはBos gaurus）。
ウシ（家畜牛）とガヤルが別種と考えられた場合、それぞれBos taurus と Bos frontalisと名付けられる。しかし、野生種と同種だと考えられた場合、基準となる種は Bos primigenius と Bos gaurusとなる。

## 特徴

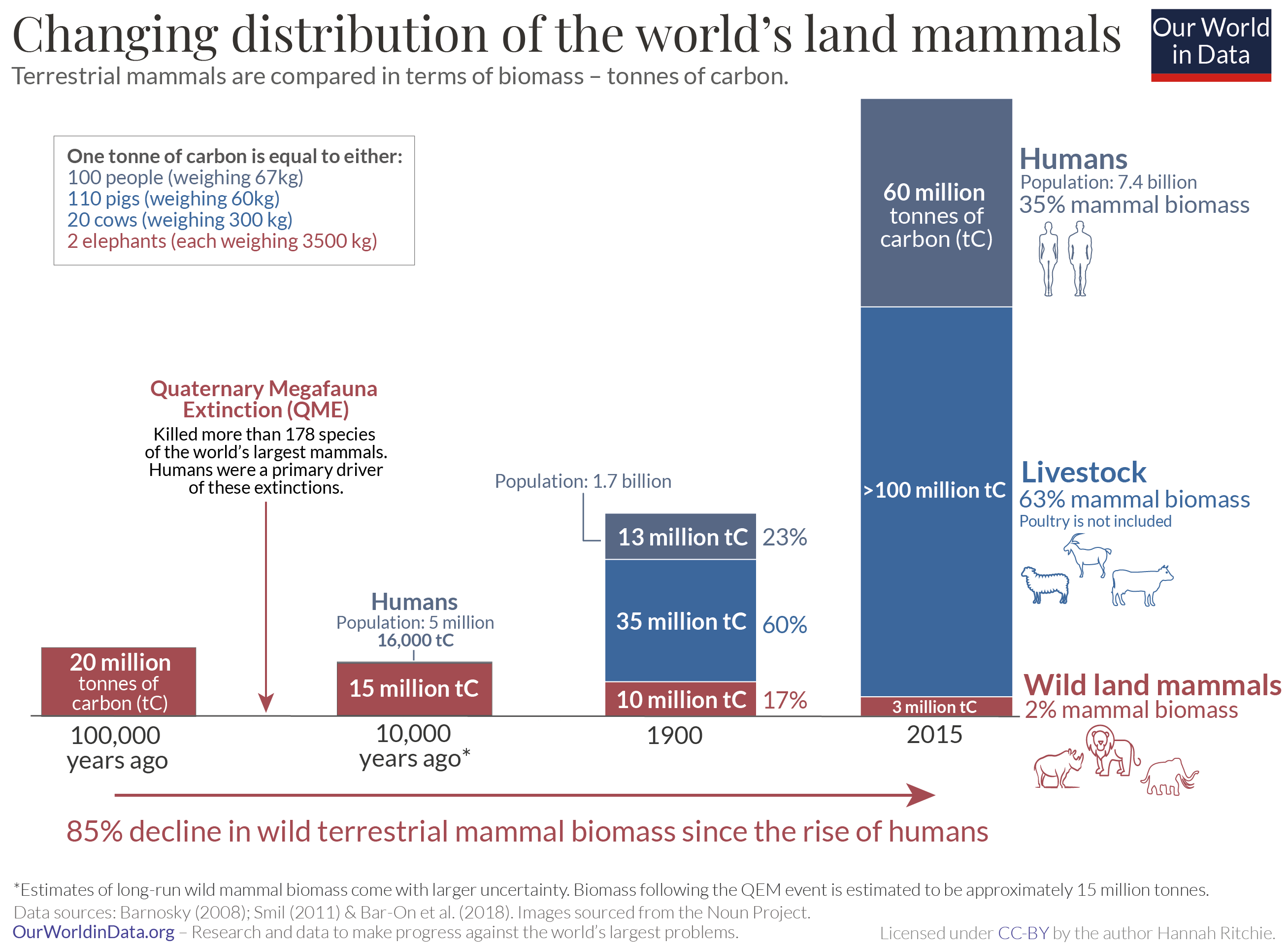
人類の繁栄以降、陸棲の野生哺乳類のバイオマスは85%も減少した可能性がある。そして、人間およびウシを含む家畜が現代の陸上のバイオマスの大部分を占めている。

多くの種は草食動物であり、餌の植物を捻りとるための長い舌とそれを噛み潰し摂取するための大きな歯を持つ。また、反芻動物であり、植物を消化するための4つの胃を持つ。
多くのウシ属の種は野生での寿命は18年から25年であり、飼育下では36年という記録がある。懐胎期間は9-11か月で、春に1仔または種によって稀に2仔を出産する。
多くの種は10頭から数百頭の群れで移動する。群れの多くは、1頭の雄と残りすべての雌で構成される。優位にあることは群れの中で最も重要である。仔牛はいつも階層構造の中の母親の階級を受け継ぐ。
一般に昼行性で、日中の温かい時間帯は休憩し、朝と夕方に活動する。ヒトが群れの縄張りに侵入した地域では、夜行性に変わる。中には水や餌を求めて渡りを行う種もいる。
本属の野生種は、絶滅種もふくめるとアジア、北アフリカ、東西ヨーロッパに見られた。生息環境はそれぞれの種によって草原、多雨林、湿地、サバンナ、そして温帯の森林と、広く亘っている。現在、13億頭の家畜ウシが全ての大陸で飼育され、世界最多の哺乳類の一つである。